# سنجابک دم‌موشی ایرانی
سنجابک دم موشی ایرانی (نام علمی: Myomimus setzeri) نام یک گونه از تیره موش زمستان‌خواب است.